# آلبرتو تیبرتی
آلبرتو تیبرتی (انگلیسی: Alberto Tiberti; ۱۰ اوت ۱۹۱۱ – ۷ آوریل ۱۹۷۷) بازیکن فوتبال اهل ایتالیا بود.
از باشگاه‌هایی که در آن بازی کرده‌است می‌توان به باشگاه فوتبال یوونتوس، باشگاه فوتبال مونتسا، باشگاه فوتبال پروجا، و باشگاه فوتبال برشا اشاره کرد.